# Ельник (Кирилловский район)
Ельник — деревня в Кирилловском районе Вологодской области.
Входит в состав Талицкого сельского поселения, с точки зрения административно-территориального деления — в Талицкий сельсовет.
Расстояние по автодороге до районного центра Кириллова — 67 км, до центра муниципального образования Талиц — 2 км. Ближайшие населённые пункты — Большое Шевелево, Желобново, Кузнецово, Талицы, Ожогово.
По переписи 2002 года население — 10 человек.